# Octavius Ellis
Octavius Ellis (Memphis, 10 marzo 1993) è un cestista statunitense, professionista in Europa.
È il cugino di Monta Ellis, a sua volta cestista.

## Palmarès
- Coppa di Russia: 1

Uralmaš Ekaterinburg: 2024-2025

## Statistiche

### College
| Anno      | Squadra             | PG | PT | MP   | TC%  | 3P% | TL%  | RP  | AP  | PRP | SP  | PP  |
| --------- | ------------------- | -- | -- | ---- | ---- | --- | ---- | --- | --- | --- | --- | --- |
| 2011-2012 | Cincinnati Bearcats | 3  | 0  | 8,3  | 40,0 | -   | 75,0 | 1,7 | 0,3 | 0,7 | 0,7 | 2,3 |
| 2014-2015 | Cincinnati Bearcats | 34 | 34 | 28,7 | 55,7 | 0,0 | 68,9 | 7,2 | 1,3 | 0,8 | 2,0 | 9,9 |
| 2015-2016 | Cincinnati Bearcats | 33 | 32 | 25,3 | 54,7 | -   | 64,0 | 7,5 | 1,2 | 0,8 | 1,5 | 9,8 |
| Carriera  | Carriera            | 70 | 66 | 26,2 | 55,0 | 0,0 | 66,5 | 7,1 | 1,2 | 0,8 | 1,7 | 9,5 |

### Eurolega
| Anno      | Squadra    | PG | PT | MP   | TC%   | 3P% | TL%  | RP  | AP  | PRP | SP  | PP  |
| --------- | ---------- | -- | -- | ---- | ----- | --- | ---- | --- | --- | --- | --- | --- |
| 2019-2020 | Olympiakos | 7  | 3  | 21,5 | 76,7  | -   | 78,6 | 5,9 | 0,6 | 1,0 | 0,7 | 8,1 |
| 2020-2021 | Olympiakos | 33 | 23 | 14,3 | 72,6* | -   | 79,2 | 4,1 | 0,4 | 0,4 | 0,7 | 5,9 |
| Carriera  | Carriera   | 40 | 26 | 15,5 | 73,5  | -   | 79,1 | 4,4 | 0,4 | 0,5 | 0,7 | 6,3 |